# رودا
رودا (به ایتالیایی: Ruda) یک کومونه در ایتالیا است که در استان اودینه واقع شده‌است.

## خصوصیات
رودا ۱۸٫۸ کیلومترمربع مساحت و ۲٬۹۷۱ نفر جمعیت دارد و ۱۲ متر بالاتر از سطح دریا واقع شده‌است.